# Thermoactinomycetaceae
Thermoactinomycetaceae je čeleď grampozitivních endosporoidních bakterií.

## Rody
- Desmospora[1]
- Kroppenstedtia
- Laceyella
- Lihuaxuella
- Marininema
- Mechercharimyces
- Melghirimyces
- Planifilum
- Polycladomyces
- Seinonella
- Shimazuella[2]
- Thermoactinomyces
- Thermoflavimicrobium